# Neobufonaria milkoi
Neobufonaria milkoi är en insektsart som beskrevs av Vladimir Sergeevich Novikov och Anufriev. Neobufonaria milkoi ingår i släktet Neobufonaria och familjen dvärgstritar. Inga underarter finns listade i Catalogue of Life.